# 萬歲2001
《萬歲2001》為香港歌手王傑加盟英皇娛樂後的首張新歌加精選輯，發行於2001年4月3日，由英皇娛樂公司發行。

## 專輯簡介
王傑加盟英皇娛樂後的第一張精選輯，共收錄了17首歌曲，當中包含了5首新歌（CD中前5首），VCD則收錄了4支MV，主打歌「萬歲」為王傑於4月份於香港「wang's 2001演唱會」之主題曲，但由於歌詞敏感，被解讀為暗諷與其近來不睦的英皇高層 ，亦被傳媒大肆延伸炒作，模糊專輯與演唱會的焦點，也影響到了歌曲的電台播放率。專輯中有4首新歌均由王傑作曲，「我唔講粗口」為王傑在音樂創作上第一次嘗試饒舌曲風的歌曲，「不浪漫罪名」是王傑復出後在中國最具知名度的粵語代表作之一，而「一個孤獨的理由」則是王傑力邀其偶像許冠傑為其作曲。 

## 曲目
- CD

| 曲序 | 曲名             | 曲                                | 詞     | 編曲           | 附註                                 |
| 01   | 萬歲             | 王傑                              | 林敏驄 | 王傑 Gofy      |                                      |
| 02   | 我唔講粗口       | 王傑                              | 林敏驄 | 王傑 Gofy      |                                      |
| 03   | 不浪漫罪名       | 王傑                              | 陳少琪 | 王傑 Andrew T. | Alcatel手提電話廣告歌                |
| 04   | 情已經失去了     | 王傑                              | 梁芷珊 | B. L. Dan      |                                      |
| 05   | 一個孤獨的理由   | 許冠傑                            | 韋晴   | Andrew T.      |                                      |
| 06   | 退燒             | 王傑                              | 梁芷珊 | Ricky Ho       | 原收錄於2000年的專輯《HELLO!》       |
| 07   | 還原             | 王傑                              | 梁芷珊 | Ricky Ho       | 原收錄於2000年的專輯《HELLO!》       |
| 08   | 心癮             | 劉祖德                            | 陳少琪 | 劉祖德         | 原收錄於2000年的專輯《Giving》       |
| 09   | 我感到疲倦       | 王傑                              | 李敏   | Ricky Ho       | 原收錄於2000年的專輯《Giving》       |
| 10   | 又愛孤獨又愛你   | 西村由紀江 伍樂城                 | 李敏   | 伍樂城         | 原收錄於2000年的專輯《Giving》       |
| 11   | 飄流物語         | Ruben Fernandez Miguel Gabbanelli | 林夕   | 劉諾生         | 原收錄於2000年的專輯《Giving》       |
| 12   | 我會知道幾時要退 | 王傑                              | 汶利   | 杜自持         | 原收錄於2000年的專輯《Giving》       |
| 13   | 今生無悔         | Iskandar Ismail                   | 盧國沾 | 劉諾生         | 原收錄於2000年的專輯《Giving》       |
| 14   | 幾分傷心幾分癡   | 王文清                            | 潘偉源 | Tim Heintz     | 原收錄於2000年的專輯《Giving》       |
| 15   | 可能             | 王傑                              | 潘源良 | Ricky Ho       | 原收錄於2000年的專輯《Giving》       |
| 16   | 傷心1999         | 林東松                            | 陳靜楠 | 櫻井弘二       | 原收錄於2000年的國語專輯《從今開始》 |
| 17   | 情卻             | 李士先                            | 武雄   | 湯文祥         | 原收錄於2000年的國語專輯《從今開始》 |

- VCD

| 曲序 | 曲名     | 導演 | 附註                         |
| 01   | 萬歲     |      |                              |
| 02   | 飄流物語 |      | 剪輯演唱會畫面而成           |
| 03   | 傷心1999 |      |                              |
| 04   | 享受孤獨 |      | 剪輯《長崎傷愛》特輯畫面而成 |

## 唱片版本
- CD版

## 音樂錄影帶
- 萬歲 （页面存档备份，存于）
- 不浪漫罪名 （页面存档备份，存于）
- 情已經失去了（TVB拍攝）